# کرکستال
کرکستال (به انگلیسی: Kirkstall) یک حومه شهر در بریتانیا است که در سیتی لیدز واقع شده‌است. کرکستال ۲۰٬۶۷۳ نفر جمعیت دارد.